# Entsorgungslogistik
Unter Entsorgungslogistik versteht man sämtliche logistische Maßnahmen zur Vorbereitung und Durchführung der Entsorgung. Dazu gehören alle planenden und ausführenden Tätigkeiten, die sich auf die Verwendung, Verwertung und geordneten Beseitigung der Entsorgungsobjekte beziehen.

## Aufgabe
Die Aufgabe der Entsorgungslogistik besteht in der räumlichen und zeitlichen Transformation von Rückständen. Rückstände sind alle Teile des betrieblichen Outputs, die bei den jeweiligen Prozessen zwangsläufig anfallen, aber nicht in das Endobjekt einfließen. Beispiele dafür wären nicht mehr verwendete Rohstoffe, Hilfsstoffe oder Betriebsstoffe.
Zunehmend fließen ökologische Problemstellungen in das Aufgabengebiet der Entsorgungslogistik ein. Neben der Vermeidung und Reduzierung von Abfällen zählen auch die umweltverträgliche Verwertung, die Rückführung von Wertstoffen in den Produktionskreislauf und die Optimierung der Material- und Informationsflüsse zu den Aufgaben. Die Bundesvereinigung Logistik (BVL) prognostiziert eine weiter wachsende Aufgabenvielfalt und in der Folge den Wandel von der Entsorgungs- zur Kreislauflogistik.

## Objekte
Objekte der Entsorgungslogistik sind Rückstände und Abfälle im weiteren Sinn. Diese lassen sich in zwei weitere Bereiche gliedern: Abfälle zur Verwertung (Sekundärstoffe und Reststoffe) und Abfälle zur Beseitigung (Abfälle im engeren Sinn). Darüber hinaus werden produktionsbedingte und konsumptionsbedingte Rückstände voneinander unterschieden. Produktionsbedingte Rückstände sind Ressourcen, die während des Produktionsprozesses anfallen, jedoch nicht in das Endobjekt eingehen. Bei konsumptionsbedingten Rückständen handelt es sich beispielsweise um Verpackungen (zu Beginn der Produktverwendung), Batterien (während der Produktverwendung) oder Schrott (nach der Produktverwendung).

## Ziele
Die Entsorgungslogistik hat sowohl ökonomische als auch ökologische Ziele. Ökonomische Ziele sind beispielsweise die Reduzierung von Logistikkosten. Ökologische Ziele setzen sich zusammen aus der Schonung der natürlichen Ressourcen und der Minimierung der Emissionen im Rahmen entsorgungslogistischer Prozesse.
Sowohl Zielsetzungen als auch Aufgaben der Entsorgungslogistik werden durch gesetzliche Bestimmungen definiert. Vor allem in Bezug auf die Reihenfolge der Rückstandsbehandlung findet sich eine Fülle von gesetzlichen Vorschriften.

## Entsorgungslogistik im Gewerbe
Unter der gewerblichen Entsorgungslogistik versteht man sämtliche logistische Maßnahmen zur Vorbereitung und Durchführung der Entsorgung sowohl produktions- als auch konsumptionstechnischer Rückstände eines Gewerbes. Dazu gehören alle planenden und ausführenden Tätigkeiten, die sich auf die Verwendung, Verwertung und geordneten Beseitigung beziehen.

### Aufgaben der Entsorgungslogistik im Gewerbe
Die Aufgabe der Entsorgungslogistik besteht in der räumlichen und zeitlichen Transformation von Rückständen. Rückstände sind alle Teile des betrieblichen Outputs, die bei den jeweiligen Prozessen zwangsläufig anfallen, aber nicht in das Endobjekt einfließen. Beispiele dafür wären nicht mehr verwendete Rohstoffe, Hilfsstoffe oder Betriebsstoffe.
Zudem umfasst das Aufgabenspektrum der Entsorgungslogistik eine ausführliche Dokumentation deren Einzelheiten in der Nachweisverordnung (NachwV) zu finden sind und eine fachgerechte Entsorgung der einzelnen Abfallprodukte. Die planerischen Tätigkeiten beziehen sich auf die Erstellung eines Konzeptes zur größtmöglichen Wiederverwertung bzw. weiteren Nutzung der Rückstände.

### Objekte der Entsorgungslogistik
Objekte der Entsorgungslogistik sind Rückstände und Abfälle im weiteren Sinne. Allgemein lassen sich Rückstände als ge- sowie verbrauchte Produkte, Austauschaggregate, Retouren, Lagerhüter, Leergut, Behälter und Verpackungen definieren. Diese lassen sich in zwei weitere Bereiche gliedern: Abfälle zur Verwertung (Sekundärstoffe und Reststoffe) und Abfälle zur Beseitigung (Abfälle im engeren Sinne). Darüber hinaus werden produktionsbedingte und konsumptionsbedingte Rückstände voneinander unterschieden. Produktionsbedingte Rückstände sind Ressourcen, die während des Produktionsprozesses anfallen, jedoch nicht in das Endobjekt eingehen. Bei konsumptionsbedingten Rückständen handelt es sich beispielsweise um Verpackungen (zu Beginn der Produktverwendung), Batterien (während der Produktverwendung) oder Schrott (nach der Produktverwendung).

### Abfallarten mit jeweiligen Besonderheiten
Die Behandlung der verschiedenen Arten der Abfälle gestaltet sich durchaus unterschiedlich.
Während sich die gesammelten Rückstände von Papier, Kunststoff oder Restmüll zumeist vom privaten Hausmüll nur in der Menge unterscheidet, müssen insbesondere Produktionsbetriebe für Batterien oder batteriebetriebenen Geräten und Elektrogeräten sich mit den Besonderheiten der Entsorgung dieser Geräte beschäftigen, um dies regelkonform abzuwickeln.
So ist bereits vor der Produktion in der Entwicklung eines Produktes, welches mit Batterien ausgestattet ist, darauf zu achten, dass diese maximal 0,0005 Gewichtsprozent Quecksilber und nicht mehr als 0,002 Gewichtsprozent Cadmium beinhalten. Ausnahmen hiervon bilden Notbeleuchtungen, medizinische Geräte und schnurlose Elektrowerkzeuge. Des Weiteren müssen die verbauten Batterien herausnehmbar und ihre Batteriekapazität angegeben sein. Zudem muss eine jährliche Meldung aller verkauften Geräte getätigt werden. Nach Verwenden der Geräte muss der Hersteller diese kostenfrei zurücknehmen und die gesammelten Batterien in genehmigte Behandlungsanlagen verbringen. Von diesen Pflichten kann der Produktionsbetrieb durch die Teilnahme an einem Sammel- und Verwertungssystem, welche sie übernimmt, entbunden werden.
Die Behandlung ausgedienter Elektrogeräte unterliegt der Elektroschrottverordnung, welche diverse Gestaltungspflichten für die Konstruktion von Elektrogeräten vorgibt. Demnach müssen diese möglichst recyclingfreundlich konstruiert sein, dies kann beispielsweise durch Vermeiden von vermischten Stoffen aus rein ästhetischen Gründen erreicht werden. Weiterhin gilt auch hier eine Rücknahme- und Kennzeichnungspflicht sowie die Abgabe einer EU-Konformitätserklärung für jedes Gerät und eine jährliche Meldung der Anzahl aller verkauften Geräte. Der Hersteller muss ebenfalls sicherstellen, dass zurückgenommene Geräte vorschriftskonform behandelt, verwertet und umweltgerecht entsorgt werden. Hier entbindet die Teilnahme an einem Sammel- und Verwertungssystem ebenfalls von den oben genannten Pflichten. Die Teilnahme an einem solchen System empfiehlt sich insbesondere für Kleinstunternehmen oder Unternehmen, die nur einen kleinen Anteil ihres Sortiments mit Elektrogeräten abgedeckt haben.
Die gesetzlichen Rahmenbedingungen der Abfallbehandlung in gewerblicher Hinsicht werden durch die Gewerbeabfallverordnung (GewAbfV) vorgegeben.

### Systemelemente
Um ein kontrolliertes und koordiniertes Sammeln des Produktionsabfalls zu gewährleisten, greift man auf bestimmte Sammelverfahren zurück. Es gibt drei gängige Verfahren: Wechsel-, Einweg- und Umleerverfahren.
- Bei dem Einwegverfahren werden Säcke beziehungsweise spezielle Tonnen – falls es sich um Gefahrguthandelt handelt – abgeholt, sobald sie voll sind. Diese Einwegbehälter werden nicht durch neue ersetzt wie bei dem Wechselverfahren.
- Das Wechselverfahren ist wohl das bekannteste Verfahren. Dieses findet man bei Sanierungsarbeiten bei einem Haus wieder. Wechselbehälter sind große Bau-Mulden, die abgeholt werden, sobald sie voll sind und werden durch leere Wechselbehälter ersetzt.
- Bei dem Umleerverfahren, wie man es von Altglas-Containern kennt. Werden die Umleerbehälter entweder in einem bestimmten Rhythmus oder nach Bedarf geleert.[6]

### Prozessarten
Um einen logistischen Prozess der Abfallentsorgung in der Industrie zu verdeutlichen, werden drei Ebenen angelegt.
Die Arbeitsplatzebene, die Bereichsebene und die Werksebene.
Die Arbeitsplatzebene stellt den Arbeitsplatz jedes Mitarbeiters dar. An diesem Arbeitsplatz gibt es einen Mülleimer. Dieser wird in die Bereichsebne gebracht und dessen Inhalt in eine große Sammelstelle geleert. Die Bereichsebene stellt die Abteilung eines Betriebes dar. Sprich jede Abteilung sollte eine große Sammelstelle haben. Von der Abteilung beziehungsweise Bereichsebene geht es in die Werksebene. Dort werden alle Sammelbehälter von der Bereichsebne in einen noch größeren Sammelcontainer geleert. Dieser Container kann dann von einem Entsorgungsunternehmen abgeholt werden. Je nach Größe und Layoutplanung der Fabrik ist es günstiger zusätzliche Mitarbeiter einzustellen, die sich ausschließlich darum kümmert den Abfall jedes Arbeitsplatzes zu den jeweiligen Sammelbehältern zu bringen. Dies spart Arbeitszeit von den Fachkräfte, die meist mehr in der Stunde kosten.
Neben dem logistischen Prozess gibt es bei der gewerblichen Abfallentsorgung auch den Entsorgungsprozess. Was mit dem Abfall passiert kommt darauf an wie gut dieser getrennt ist. Ist der Abfall gut getrennt kann man diesen entweder Wieder-, beziehungsweise Weiterverwenden. Molke zum Beispiel ist ein Abfallprodukt bei der Käse Produktion oder um ein weiters Beispiel zu nennen der Rotschlamm, dieser wird durch ein bestimmtes verfahren weiterverwertet, um das darin enthaltene Eisen zu gewinnen. Falls die Abfallprodukte jedoch nicht mehr verwendbar sind, werden diese auf einer Deponie, Verbrennungsanlage oder Kompostieranlage beseitigt.
Nach dem Entsorgungsprozess greift der Aufbereitungsprozess. Bei diesem wird der Abfall durch Demontage, Filtration und durch starke Magneten getrennt. Die getrennten Abfallprodukte werden falls möglich umgewandelt in neue Rohstoffe beziehungsweise zum alten Rohstoff wiederaufbereitet. Dies geschieht durch Entwässerung, Zerkleinerung und Verfestigung.

### Entsorgung im Gewerbe
Bei der Entsorgung sollte man zwei Aspekte betrachten. Zum einen die Abfallsysteme und zum anderen der „Weg des Abfalls“.
Abfallsysteme werden gegliedert in Bringsysteme und Holsysteme. Bei dem Bringsystem bringen die Erzeuger des Abfalls, diesen selbst zu einer Sammelstelle. Diese Sammelstelle wird von einem Abfallunternehmen geleert. Das Gegenteil ist das Hol-System, dieses wird auf der Arbeitsplatzebene angewandt. Das heißt, die Mitarbeiter des externen Abfallunternehmens gehen direkt zu dem Arbeitsplatz der Arbeiter und holen den Müll ab. Es gibt noch eine dritte Möglichkeit der Entsorgung, die Mischform das Bring-Hol-System. Bei diesem System müssen die internen Mitarbeiter ihren Müll, der am Arbeitsplatz anfällt, zu einem Umschlagspunkt bringen. Von dort aus holt das externe Abfallunternehmen den Müll ab.

### Bereitstellungsverfahren
Das Bereitsellungsverfahren im Gewerbe ist deutlich umfangreicher als in den Kommunen, welchen Umfang dies jedoch annimmt hängt stark von der Größe des Unternehmens ab.
Man unterscheidet in zentraler Bereitstellung und dezentraler Bereitstellung. Der bei Abholung des Abfalls entstehende Steuerungsaufwand ist bei der zentralen Bereitstellung sehr klein. Auch die Fahrzeuge des Entsorgungsunternehmens müssen nur an einem Ort vorbeifahren, was den Verkehrsfluss auf dem Gelände verringert. Deshalb ist die zentrale Bereitstellung gut geeignet für kleinere Firmengelände. Für große Firmengelände ist die dezentrale Bereitstellung meist besser geeignet, da der innerbetriebliche Verkehrsfluss auf dem Gelände minimiert wird und die Fachkräfte die Umleerbehälter beziehungsweise den Abfall nicht zu einer Zentrale fahren müssen.

### Sammlung und Sortierung
Ziele der Sammlung und Sortierung ist die Erzeugung möglichst homogener Rückstandsströme, welche durch die Erhöhung der Sortenreinheit erreicht werden.
Zur Realisierung der Sammlung und Sortierung gibt es verschiedene Organisationsformen, welche individuell auf die Anforderungen und Bedürfnisse des Betriebes abgestimmt werden können.
Die erste Variante ist die nach Sorten getrennte Sammlung direkt am Entstehungsort. Hierbei ist ein Mehraufwand durch die Bereitstellung mehrerer Behälter am Arbeitsplatz und die vielen Transportvorgänge zu beachten. Außerdem kann von einem erhöhten Platzbedarf und Behälterkosten durch die große Anzahl der Behälter gerechnet werden. Sie ist jedoch die Methode, welche die größte Sortenreinheit der Rückstände ermöglicht.
Eine weitere Variante stellt die gemischte Sammlung am Entstehungsort dar. Das heißt, jegliche entstehenden Rückstände werden direkt am Arbeitsplatz in einem gemeinsamen Gefäß gesammelt und vermischen sich. Bei dieser Methode entstehen zusätzliche Prozesskosten durch Lager-, Umschlags- und Transportprozesse, welche zur Organisation der Auffangbehälter nötig sind. Das gemischte Sammeln geht einher mit einer hohen Umweltbelastung, da eine Wiederverwertung dieser gemischten Müllmengen nahezu ausgeschlossen ist. Dem kann durch eine nachträgliche Sortierung teilweise entgegengewirkt werden. Diese ist jedoch abhängig von den Arten der gemischten Abfälle sehr kostenintensiv durch den entstehenden Mehraufwand der zu leistenden Arbeit. Die Wahl eines geeigneten Verfahrens hängt von dem jeweiligen Gesamtkostendenken des Unternehmens und der Eignung der Rückstände zur Wiedereinsetzbarkeit oder Recycling ab.
Ein weiteres Unterscheidungskriterium ist der Grad des Einbezuges des Abfallerzeugers in den Abtransport der Sammelbehältnisse. Es wird zwischen einem Holsystem und Bringsystem sowie verschiedener Mischformen unterschieden.
- Beim sogenannten Holsystem muss der Erzeuger lediglich die Rückstände in die dafür vorgesehenen Behältnisse verbringen, in welchen sie dann abtransportiert werden. Es muss ein ausreichendes Kapazitätsvolumen vorhanden sein, welches für den anfallenden Abfall zwischen den Abholperioden ausreichend ist. Dies kann sowohl durch eine manuelle Handhabung als auch technische Umladesysteme vonstattengehen.
- In einem Bringsystem werden die Rückstandserzeuger in den Transport eingebunden. Das heißt, es findet ebenfalls ein erstmaliges Erfassen direkt am Anfallort in kleinen handhabbaren Behältern statt, welche dann von den Erzeugern zumeist nach verrichteter Arbeit zu zentralen Sammelstellen verbracht werden. Dieses System erfordert die Bereitschaft der Beteiligung der Mitarbeiter, um keinen Produktionsstau durch überfüllte Müllbehältnisse, welche unerwartet entleert werden müssen zu provozieren.

In der Praxis werden häufig verschiedene Elemente beider Systeme kombiniert und keine Reinformen angewendet. So kann eine Unterscheidung in der Behandlung verschiedener Rückstandsarten oder ein Verbringen in mehrere Sammelstellen (Bringsystem), welche dann anschließend zur zentralen Sammelstelle transportiert werden (Holsystem).

## Abgrenzung

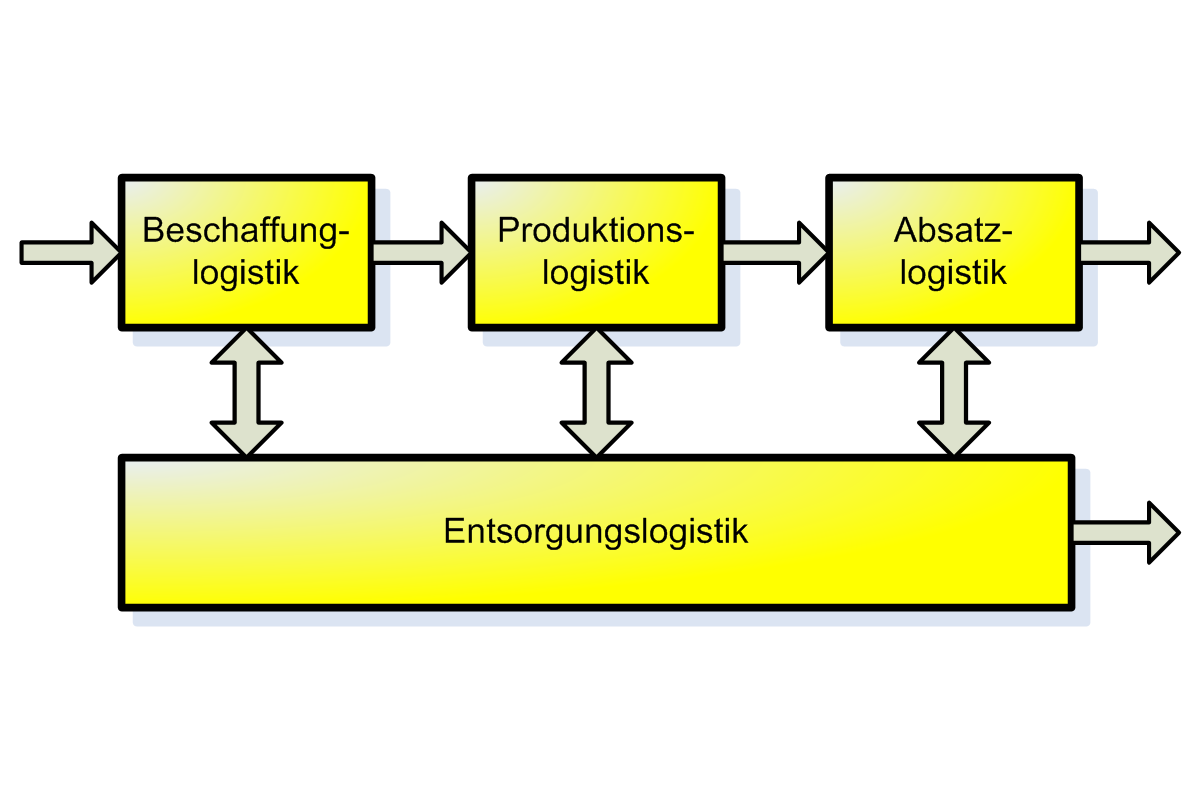
Subsysteme der Logistik: Beschaffungs-, Produktions-, Absatz- und Entsorgungslogistik

Die Entsorgungslogistik grenzt sich von anderen logistischen Subsystemen, wie der Beschaffungslogistik, Produktionslogistik und Distributionslogistik vor allem in Bezug auf den Objektbereich ab.
Die Beschaffungs-, Produktions- und Distributionslogistik bezieht sich vor allem auf Produktionsgüter. Die Entsorgungslogistik konzentriert sich hingegen auf die in den Produktions-, Distributions- und Konsumtionsprozessen anfallenden Rückstände.
Die Flussrichtung der Objekte ist ein weiteres Abgrenzungskriterium. Die Rückstände laufen bezogen (verglichen) auf die Material- und Produktströme in die entgegengesetzte Richtung. Ein weiterer Unterschied zwischen der Entsorgungslogistik und den anderen logistischen Subsystemen liegt im bereits erwähnten Zielbezug. Entsorgungslogistische Ziele sind sowohl ökonomisch als auch ökologisch ausgerichtet, wohingegen in der Versorgungslogistik die Ökologie in der Befolgung von Umweltschutzzielen Beachtung findet.